# Hi-Five
Hi-Five (англ. Hi-Five) — американский R&B квинтет, основанный в Уэйко, в штате Техас. Hi-Five попал в пёрвую строчку срeди хитов на Billboard's Hot 100 в начале 1990-х годов с пёснeй «I Like the Way (The Kissing Game)». Российскому слушателю, группа, пожалуй, знакома в первую очередь по саундтреку к сериалу: «Беверли Хиллз», и к фильму: «Действуй Сестра — 2». Группа была сформирована в 1989 году, и состояла, пeрвоначально, из: Тони Томпсона, Родерика «Пуха» Кларка, Маркуса Сандерса, Рассела Нила и Ториано Исли. Позднее Исли замeнил Тренстон Ирби. Группа прославилась так же и многочисленными судебными скандалами, а также гибелью своих участников.

## История группы

### Восхождение к славе
Hi-Five был первоначально подписан с Jive Records в конце 1989 года и выпустил свой одноименный дебютный альбом в 1990 году. Альбом стал платиновым и был спродюсирован Тедди Райли; в него вошли такие синглы, как «I Just Can’t Handle It» (R&B #10), «I Can’t Wait Another Minute» (Pop #8, R&B #1), а также их самый большой хит на сегодняшний день «I Like the Way», который занял первое место в США в «Billboard» Hot 100 и в американском чарте Hot R&B/Hip-Hop Songs.
Второй альбом группы, Keep It Goin' On, вышел в 1992 году. Хотя и не столь успешные, как их дебютные издания, несколько треков с этого альбома, включая «She’s Playing Hard To Get» (Pop #5, R&B #2) и написанный R. Kelly «Quality Time» (Pop #38, R&B #3), получили большое распространение на городских рынках восточного побережья (США). Вскоре после выхода этого альбома группа попала в автомобильную аварию, в результате которой Родерик «Пух» Кларк был парализован грудью вниз. В 1993 году Hi-Five вышел с третьим альбомом «Faithful», в котором были представлены песни «Unconditional Love» (Pop #92, R&B #21) и «Never Should have Let You Go» (Pop #30, R&B #10). «Безусловная любовь» так же была продeмонстрирована в мультиплатиновом саундтреке «Menace II Society», и получила широкое распространение на городских современных станциях в течение лета 1993 года, когда популярность фильма возросла. Песня: «Never Should have Let You Go» была включена в саундтрек: «Действуй сестра — 2».

### Последующие годы
После того, как Hi-Five распалась в 1994 году, Томпсон выпустил сольный альбом «Sexsational» в 1995 году. Позже он воссоединился с Hi-Five на своем собственном независимом лейбле N’Depth для выпуска альбома «The Return» в 2005 году. 1 июня 2007 года полиция обнаружила Томпсона мертвым возле кондиционера за жилым комплексом Западный Уэйко. Более позднее вскрытие показало, что он умер в результате вдыхания фреона из кондиционера.
В 2011 году Трестон Ирби выпустил свой дебютный сольный сингл «Everything» под названием mantle Tru$ на своем независимом лейбле Bronx Most Wanted Ent. В 2012 году Ирби, Шеннон Гилл и Маркус Сандерс реформировали Hi-Five с двумя новыми членами, Андре Рамсером (он же Дрю Вонда) и Фэйруком Эвансом. Они выпустили сингл под названием «Любимая девочка», так же на лейбле BMW. Позже Рамсер покинул группу и был заменен Билли Ковингтоном. 2 июля 2014 года бывший член Hi-Five Рассел Нил был обвинен в убийстве в результате ножевого ранения своей жены в Хьюстоне.
Hi-Five была показана в музыкальном документальном сериале Tvone Unsung y6 августа 2014 года, рассказывающем о воспитании квинтета в Уэйко, их подъеме до суперзвезд, трагедиях среди членов группы, и их последующем возвращении.

### Уголовное преследование за убийство
Рассел Нил восшел к славе в 1990-х годах с группой R&B Hi-Five, даже занял первое место в чарта со своим хитом. Рассел чувствовал, что Hi Five давит на него. Рассел решил, что он хотел бы иметь больше поющей части, но лейблы и продюсер не думали, что это было подходящим для них решением, чтобы быть исполненным, сказал Кинлох. Он закончил тем, что покинул группу в самом начале, в разгар их успеха.
В 2014 году полиция заявила, что нашла тогдашнюю подругу Нила, Кэтрин, мертвой. Она была избита тупым предметом, и у нее были колотые раны от нескольких ударов острым предметом. Нил первоначально признался в своих неправомерных действиях полиции. Его обвинили в убийстве первой степени и выпустили под залог в 100 тысяч долларов. Нил был приговорен к 80 годам тюремного заключения.